# 切舍姆和阿默舍姆 (英國國會選區)

選區在白金漢郡的位置

切舍姆和阿默舍姆（英語：Chesham and Amersham），英國國會一郡選區，位於白金漢郡，與奇爾特恩區同域。
本區始設於1974年，一直為保守黨人士所佔據，直至從1992年起擔任這職位的謝麗爾·基蘭議員於2021年逝世後，自民黨候選人從該年的補選中意外大勝。